# Preuve physico-théologique
La preuve physico-théologique est un argument en faveur de l'existence de Dieu qui affirme la nécessité de l'existence d'un être intelligent qui aurait créé notre monde en raison de la perfection du monde. 

## La preuve
Kant tenait cette preuve pour la plus aboutie de toutes les preuves de l'existence de Dieu. Elle s'énonce comme suit : notre monde est si parfaitement organisé qu'il est impossible qu'il soit le fruit du hasard.
Kant a traité de cette "preuve" de l'existence de Dieu non pour y adhérer mais bien au contraire pour la réfuter. L'article sur la CRP l'expose dans la partie: les trois preuves de l'existence de Dieu.
Cette preuve est appelée physico-théologique, car elle prétend tirer de la connaissance de la nature (φύσις, phýsis) une conséquence théologique (l'existence de Dieu).